# Родальб (Мозель)
Рода́льб (фр. Rodalbe) — коммуна во французском департаменте Мозель региона Лотарингия. Относится к  кантону Альбестроф.

## География
Родальб	расположен в 45 км к юго-востоку от Меца. Соседние коммуны: Бермерен на севере, Бенестроф на востоке, Лидрезен и Замбелен на юге, Ракранж и Моранж на северо-западе.

## История
- Бывшая деревня герцогства Лотарингия, входила в сеньорат Моранж.

## Демография
По переписи 2007 года в коммуне проживало 186 человек.	

## Достопримечательности
- Часовня при кладбище, 1829 года.